# Lista över vattendrag i Italien
Detta är en lista över vattendrag i Italien som är minst 150 km långa.
| №  | Vattendrag      | Längd (km) | Passerade regioner                           | Källans område |
| -- | --------------- | ---------- | -------------------------------------------- | -------------- |
| 1  | Po              | 652        | Piemonte, Lombardiet, Emilia-Romagna, Veneto | Alperna        |
| 2  | Adige           | 410        | Trentino-Sydtyrolen, Veneto                  | Alperna        |
| 3  | Tibern          | 405        | Emilia-Romagna, Toscana, Umbrien, Lazio      | Apenninerna    |
| 4  | Adda            | 313        | Lombardiet                                   | Alperna        |
| 5  | Oglio           | 280        | Lombardiet                                   | Alperna        |
| 6  | Tanaro          | 276        | Piemonte, Liguria                            | Alperna        |
| 7  | Ticino          | 248        | Schweiz, Piemonte, Lombardiet                | Alperna        |
| 8  | Arno            | 241        | Toscana                                      | Apenninerna    |
| 9  | Piave           | 231        | Friuli-Venezia Giulia, Veneto                | Alperna        |
| 10 | Reno            | 212        | Toscana, Emilia-Romagna                      | Apenninerna    |
| 11 | Sarca-Mincio    | 203        | Trentino-Sydtyrolen, Veneto, Lombardiet      | Alperna        |
| 12 | Volturno        | 175        | Molise, Campania                             | Apenninerna    |
| 13 | Brenta          | 174        | Trentino-Sydtyrolen, Veneto                  | Alperna        |
| 14 | Secchia         | 172        | Emilia-Romagna, Lombardiet                   | Apenninerna    |
| 15 | Tagliamento     | 170        | Friuli-Venezia Giulia, Veneto                | Alperna        |
| 16 | Dora Baltea     | 168        | Aostadalen, Piemonte                         | Alperna        |
| 17 | Ombrone         | 160        | Toscana                                      | Apenninerna    |
| 18 | Chiese          | 160        | Trentino-Sydtyrolen, Lombardiet              | Alperna        |
| 19 | Liri-Garigliano | 158        | Abruzzo, Lazio, Campania                     | Apenninerna    |
| 20 | Bormida         | 153        | Liguria, Piemonte                            | Alperna        |
| 21 | Aterno-Pescara  | 152        | Abruzzo                                      | Apenninerna    |
| 22 | Tirso           | 152        | Sardinien                                    | Sardinien      |